# Leonardo Manzi
Leonardo Caetano Manzi (* 28. April 1969 in Goiânia) ist ein ehemaliger  brasilianischer Fußballspieler.

## Laufbahn
Manzi wuchs mit sieben Geschwistern auf, im Alter von zehn Jahren verlor er seinen Vater. Er begann seine Karriere in seiner Geburtsstadt Goiânia beim Club Vila Nova. Dann wechselte er zum FC Santos, bei dem ihn 1989 der deutsche Bundesligist FC St. Pauli entdeckte und zunächst mittels Leihabkommen unter Vertrag nahm. In der Mannschaft regte sich im Sommer 1989 erst Widerstand gegen den Brasilianer, da dieser von seinen Mitspielern nicht als Verstärkung erachtet wurde. Von den St. Pauli-Anhängern wurde der Brasilianer dagegen bei seinem ersten Bundesliga-Einsatz am Millerntor stürmisch bejubelt und wurde endgültig zum Publikumsliebling, als er Anfang September 1989 im Heimspiel gegen den 1. FC Köln sein erstes Bundesliga-Tor erzielte. Zu Manzis Stärken gehörten das Kopfballspiel sowie sein Einsatz, während Ballbeherrschung und Technik Schwächen waren, weshalb er als „der einzige Brasilianer, der kein Fußball spielen könne“ verspottet wurde. Seinen guten Auftakt beim FC St. Pauli bestätigt er nicht und wurde als Fehleinkauf bezeichnet. Nach dem Ende der Saison 1989/90 wurde Manzi, dessen bisherige Einsätze vom Hamburger Abendblatt im Mai 1990 als „spektakulär, aber wenig effektiv“ eingeschätzt wurden, bereits als Abgang vermeldet.
Im Sommer 1990 angestellte Erwägungen, Manzi an einen DDR-Oberligisten auszuleihen (im Gespräch waren der Chemnitzer FC und Lok Leipzig), wurden nicht umgesetzt. Beim FC St. Pauli war sein Stand weiterhin schwierig, da Trainer Helmut Schulte auf Ján Kocian sowie Ivo Knoflíček setzte und Manzi aufgrund der Ausländerbeschränkung oft außen vor blieb. Er war bei den Anhängern trotz mäßiger Leistungen durch sein freundliches, offenes Auftreten beliebt. Vor der Saison 1991/92 erhielt Manzi einen neuen Vertrag beim FC St. Pauli und zwar als Vertragsamateur. Im April 1992 wurde er wieder als Abgang der Hamburger gehandelt, das Hamburger Abendblatt schrieb gar, Manzi werde es schwer haben, „in Deutschland einen Profiklub zu finden“. Als er Anfang Mai 1992 beim 3:2-Heimsieg über den VfB Oldenburg eine deutliche Steigerung hinlegte, die dieselbe Zeitung als eine „fast sensationelle Leistung“ einstufte, hielt der Verein den Brasilianer doch.
In der Saison 1992/93 wurde er dann auch sportlich zum Helden des FC St. Pauli: Der bis dahin eher erfolglose Stürmer erzielte in dieser Spielzeit zehn Treffer, war damit bester Torschütze der Mannschaft und rettete den Klub am letzten Spieltag vor dem Zweitligaabstieg, als er in der Partie gegen Hannover 96 in der 72. Minute per Kopfball das Siegtor erzielte. Der Hamburger Trainer Seppo Eichkorn setzte den Brasilianer zeitweise auch als Manndecker ein.
In seinem letzten Jahr am Millerntor wurde er in die Amateurmannschaft versetzt. Anfang Dezember 1995 wurde Manzi aufgrund von Personalnot aushilfsweise ins Bundesliga-Aufgebot St. Paulis berufen und im Heimspiel gegen den Karlsruher SC – wie von den Zuschauern lautstark gefordert – eingewechselt. Weitere Einsätze in der Bundesliga erhielt Manzi nicht. Im Januar 1996 kam es zwischen dem Brasilianer und St. Pauli-Trainer Uli Maslo zum Bruch, als Manzi am Abend des Hallenturniers Ratsherren-Cup beim Biertrinken gesehen wurde. Anschließend war ein Wechsel Manzis ins Ausland (u. a. Japan) im Gespräch, der aber nicht vollzogen wurde. In der Amateurmannschaft der Hamburger erzielte der Brasilianer im Regionalliga-Spieljahr 1995/96 in 25 Einsätzen 17 Tore.
Manzi nahm im Mai 1996 an einem Probetraining beim 1. FC Nürnberg teil, überzeugte aber nicht. Er wechselte im Sommer 1996 zu Hannover 96 (Regionalliga Nord), für den er bis zum Jahr 1998 spielte. Nach einem sehr kurzen Intermezzo in seiner Geburtsstadt Goiânia kam er zurück nach Niedersachsen zum damals aufstrebenden BV Cloppenburg.
In der Saison 1999/2000 zog es Manzi für längere Zeit zurück in sein Geburtsland Brasilien, wo er für die Vereine SC Internacional, EC Juventude, SE Gama und seinen Heimatverein Vila Nova spielte. 2006 kehrte Manzi nach Deutschland zurück, um noch zwei Jahre in der Oberliga Nord für den SV Wilhelmshaven zu spielen. Vom 5. April 2007 bis zum 30. Juni 2007 fungierte er als Co-Trainer beim SV Wilhelmshaven. 2010 übernahm er die U17-Mannschaft von Vila Nova FC, 2011 die U20-Mannschaft dieses Vereins. Er verließ den Verein 2012 und hat seitdem nicht mehr im Fußball gearbeitet.